# Comuna Vaivara
Vaivara este o comună (vald) din Comitatul Ida-Viru, Estonia.
Comuna cuprinde 2 târgușoare (alevik) și 18 sate.

Reședința comunei este târgușorul (alevik), Sinimäe.

## Localități componente

### Târgușoare (alevik)
- Sinimäe
- Olgina

### Sate
- Arumäe
- Auvere
- Hiiemetsa
- Hundinurga
- Laagna
- Kudruküla
- Meriküla
- Mustanina
- Peeterristi
- Perjatsi
- Pimestiku
- Puhkova
- Soldina
- Sõtke